# Poblado ibérico del Cerro de la Cruz
El poblado ibérico del Cerro de la Cruz se ubica en el término municipal de Almedinilla (Provincia de Córdoba, España), en el área geográfica de la Sierras Subbéticas, que se continúan por territorio de las provincias de Jaén y Granada. Ocupa uno de los típicos anticlinales calizos que conforman la orografía de esta zona. El Cerro de la Cruz domina Almedinilla por el suroeste, ofreciendo una ladera al norte de muy difícil acceso. Data del siglo III a. C., siendo unos de los pocos poblados de Baja Época Ibérica.

## Descripción
El yacimiento arqueológico ocupa una extensión de unos 50.000 metros cuadrados y, al menos, en superficie no conserva restos de murallas ni estructuras defensivas adscribibles a época ibérica. Se halla cubierto en su mayor parte de quercinias y retamas, si bien el olivar ha avanzado bastante por la ladera sur. 
Las distintas campañas de excavación arqueológica, que fueron emprendidas sucesivamente por Maraver, Paris, Engel, Navascués, Santa-Olalla y Vaquerizo, han puesto de manifiesto que se trata de un poblado ibérico en ladera, dispuesto en terrazas escalonadas que han sido directamente excavadas en la roca, aprovechando su superficie.
El poblado íbero del Cerro de La Cruz está declarado Bien de Interés Cultural, es uno de los pocos poblados de Baja Época Ibérica (siglos II-III a. C.) excavados en Andalucía. Muestra el urbanismo de la época distinguiéndose las estancias según el uso que tuvieran: almacenes o talleres de artesanos presentando lugares de hábitat y de trabajo (molinos de harina, aljibes, almacenes de ánforas, pesas de telar, etc.).Las construcciones poseen un zócalo de piedra y un alzado de ladrillos de adobes o tapial, conservándose en algunos casos la impronta de la ventana, la puerta o los agujeros de los postes que sustentaban el segundo piso de estos edificios.

## Descubrimiento
En el año 1867 Luis Maraver y Alfaro, llevó a cabo excavaciones arqueológicas en la necrópolis de los Collados, situada en las inmediaciones del Cerro de la Cruz, en Almedinilla, afloraron más de 250 tumbas de época ibérica,en las que se pudo documentar unos ricos ajuares formados, principalmente, por armas: falcatas, lanzas, puñales, puntas de flecha, etc. La denominación de algunas de las armas más características del mundo ibérico con el nombre de "tipo Almedinilla", como es el caso de las "falcatas", supone una acreditación real de la importancia que ya desde esos momentos se concedió a los vestigios encontrados en el poblado del Cerro de la Cruz.